# 혼조촌 (가고시마현)
혼조촌(本城村)은 일본 가고시마현 이사군에 설치되었던 촌이다. 현재의 이사시의 일부에 해당한다.